# USS Pennsylvania (BB-38)
El USS Pennsylvania (BB-38) fue un acorazado de la Armada de los Estados Unidos, líder de su clase. Puesto en servicio a mediados de 1916, fue destinado a la Flota Atlántica como buque insignia de su Comandante, el almirante Henry T. Mayo. 
El acorazado estaba en Pearl Harbor durante el ataque japonés el 7 de diciembre de 1941, en el que sufrió daños menores que lo mantuvieron en el dique seco hasta marzo de 1942. Durante toda esta contienda operó en el teatro de guerra del Pacífico y desarrolló bombardeos de costa en casi todos los lugares en que hubo confrontación con el Imperio del Japón. También estuvo implicado en la batalla del Golfo de Leyte. El 12 de agosto de 1945, mientras estaba anclado en la bahía Buckner, al sur de la isla de Okinawa, un avión torpedero japonés le hizo un impacto que causó graves daños y veinte muertos. Fue reparado, pero solo para navegar hasta el atolón Bikini y servir como buque objetivo en las pruebas nucleares llamadas Operación Crossroads. Con graves daños y completamente irradiado, fue remolcado hasta la laguna Kwajalein. Se estudiaron los efectos que le habían causado las detonaciones y allí se hundió el 10 de febrero de 1948. Recibió ocho estrellas por sus servicios durante la segunda contienda mundial.